# Mariano López Vargas
Mariano López Vargas (Salamanca, Región de Coquimbo, Chile, 14 de noviembre de 1974) es presidente del Partido por la Democracia Ovalle. Director del Departamento de Fomento Productivo I. Municipalidad de Ovalle.

## Historia
Presidente de la Federación de Estudiantes de la Universidad de la Serena el año 2000. Destacado Dirigente Universitario y Pólítico de tendencia de centro izquierda, fundador de distintos movimientos y organizaciones como "Espacios, ideas y acción".
Nacido en Salamanca (Chile, Región de Coquimbo) en 1974, hijo del dirigente comunista Pedro López Veliz y de Estela Noemí Vargas Olivares. Cursó su enseñanza básica en la localidad rural de Chalinga, distante a 2 km de la ciudad de Salamanca, posteriormente y producto de la migración de su familia llegó a la Escuela d-371 de Salamanca, finalizando en ésta sus estudios primarios, sus estudios secundarios los cursó en el Liceo C-16 de esa misma ciudad.
Activo estudiante que destacó por su rendimiento académico y su participación en distintos espacios estudiantiles, esto lo llevó a sin problemas llegar a la Universidad de la Serena a cursar la Carrera de Químico Laboratorista, motivado principalmente por la formación recibida en su enseñanza media por sus profesores tutores.
En la Universidad de La Serena destaca desde el comienzo su motivación política, siendo presidente de su carrera por dos años consecutivos y posteriormente llegar a la federación de estudiantes ejerciendo como Secretario de Relaciones, Secretario General y finalmente como presidente de Manera consecutiva bajo el alero de un movimiento de estudiantes de autónomos denominados Espacios, Ideas y Acción, donde destacó su gestión en distintos planos de acción y la consolidación del movimiento estudiantil como movimiento autónomo para generar sus propias políticas de bienestar estudiantil.